# Страхомісто
«Страхомісто» (англ. Weirdsville) — канадський фільм 2007 року . Його дія розгортається у вигаданому місті Уердсвілі, зйомки проходили в канадській провінції Онтаріо.

## Сюжет
Два приятеля-наркомана Декстер і Ройс, які живуть у містечку Уердсвіл, заборгували велику суму грошей місцевому гангстеру Омару. Щоб розплатитись, вони виготовляють партію наркотиків, які хочуть продати. Скуштувавши їх, Матильда, дівчина Ройса, перестає подавати ознаки життя. Друзі вважають, що вона вмерла. Вони бояться повідомляти про це в поліцію, бо там неодмінно поставлять питання, звідки дівчина взяла наркотики, якими отруїлася.
Джейсон Тейлор, один із найбагатших людей Уердсвіля перебуває при смерті. Він не склав заповіту, і його син вирішує провести сатанинський ритуал, щоб повернути батька до життя. Разом із групою товаришів він йде до будівлі покинутого театру, і розпочинають підготовку до нього. У цей же театр приходять Декстер та Ройс, щоб закопати тіло Матильди. Там вони стикаються з сином Тейлора та іншими сатаністами. Кров, необхідна щодо ритуалу випадково потрапляє на тіло Матильди, дівчина «оживає», і втікає.
У цей час Омар остаточно втрачає терпіння. Декстер і Ройс вирішують пограбувати чийсь будинок, а Абелю, одному з лідерів сатаністів спадає на думку за допомогою нового ритуалу обміняти життя Матильди на життя Джейсона Тейлора.

## В ролях
| Актор         | Роль           |
| ------------- | -------------- |
| Скотт Спідмен | Декстер        |
| Вес Бентлі    | Ройс           |
| Терін Менінг  | Матильда       |
| Рауль Банеджа | Омар           |
| Грег Брайк    | Абель          |
| Мет Фрюер     | Джейсон Тейлор |
| Мегі Кастл    | Тріна          |